# Gouvernement de Chełm
1912–1915
Entités précédentes :
- Gouvernement de Siedlce

Entités suivantes :
- Deuxième république de Pologne

Le gouvernement de Chełm ou de Kholm (en russe : Холмская губерния, en polonais : Gubernia chełmska) est une division administrative de l’Empire russe créé en 1912. Le gouvernement exista jusqu’en 1915 et son occupation lors de la Première Guerre mondiale.

## Géographie
Le gouvernement de Chełm était bordé au nord par le gouvernement de Grodno, à l’est par celui de Volhynie, à l’ouest par celui de Lublin et au sud par l’Autriche-Hongrie.
Le territoire du gouvernement de Chełm se trouve de nos jours en Pologne, principalement dans la voïvodie de Lublin.

## Histoire
Le gouvernement a été créé en 1912 à partir du gouvernement de Siedlce (supprimé) et de la partie orientale du gouvernement de Lublin. Contrairement à ces deux gouvernements, celui de Chełm ne faisait pas partie du gouvernement général de la Vistule (Pologne) mais du gouvernement général de Kiev, en raison de sa forte population ukrainienne.

## Subdivisions administratives
Le gouvernement de Chełm était divisé en huit ouïezds : Biłgoraj, Biała, Włodawa, Hrubieszów, Zamość, Janów, Tomaszów et Chełm.

## Population
Début 1914 le gouvernement comptait 912 095 habitants dont 50,1 % d’Ukrainiens, 30,5 % de Polonais et 15,8 % de Juifs.

## Note
1. ↑  Traduction française alternative : gouvernorat de Chełm ou Kholm (calque fautif de l'anglais).